# Antypater z Tarsu
Antypater z Tarsu, (gr. Ἀντίπατρος ὁ Ταρσεύς, zm. ok. 130/129 p.n.e.) – filozof wczesnego stoicyzmu, nauczyciel Panajtiosa, autor niezachowanych dzieł na temat bogów oraz wróżbiarstwa. Po śmierci Diogenesa z Babilonu, objął kierownictwo szkoły stoickiej w Atenach.

## Życiorys
Antypater pochodził z miasta Tars w Cylicji. Po wygnaniu z ojczyzny, odbył podróż morską i osiedlił się w Atenach. Przyłączył się do szkoły stoickiej, a po śmierci Diogenesa z Babilonu, przejął nad nią kierownictwo. Jego uczniami byli m.in. Gaius Blossius z Cumae, Dardanos z Aten, Heraklides z Tarsu oraz Panajtios z Rodos.  Antypater aktywnie uczestniczył w częstych dysputach filozoficznych pomiędzy szkołą stoicką a Akademią Platońską. Cyceron w swoich pismach zaświadczał o jego wnikliwości. Antypater uważał się za mniej biegłego w retoryce od swego oponenta, sceptyka Karneadesa z Cyreny. Ograniczył się do pisania licznych replik, przez co zdobył dla siebie przydomek „wrzeszczącego trzciną” (καλαμοβόας). Zakończył życie w podeszłym wieku. Według anegdotycznych opowieści zawartych u Diogenesa Laertiosa oraz u Stobajosa, popełnił samobójstwo wypijając cykutę. Na łożu śmierci wspominał dobre rzeczy, jakie spotkały go w życiu, a wśród nich podróż morską z Cylicji do Aten. Życiorys Antypatra znajdował się w zaginionej części księgi VII „Żywotów i poglądów słynnych filozofów” Diogenesa Laertiosa.

## Filozofia
Nie zachowały się żadne oryginalne pisma Antypatra z Tarsu. Poglądy filozofa można rekonstruować na podstawie fragmentów rozproszonych w pracach innych autorów starożytnych.

### Fizyka

#### Bóstwo
Filozofowie stoiccy dokonali podziału zagadnienia bóstwa na cztery części:
1. esse deos (istnienie bogów)
2. quales sint (natura bogów)
3. mundum ab iis administrari (zarządzanie światem)
4. consulere eos rebus humanis (troska o sprawy ludzkie)

Zgodnie z tą systematyką, Antypater uznawał, że bóg jest ożywiony, święty, niezniszczalny i życzliwy ludziom (θεὸν τοίνυν νοοῦμεν ζῷον μακάριον καὶ ἄφθαρτον καὶ εὐποιητικὸν ἀνθρώπων’). Odnośnie docechy niezniszczalności nie zgadzał się z innym filozofem stoickim, Chryzypem. Chyryzyp sądził, że bogowie rodzą się i umierają. Do niezniszczalnych zaliczał wyłącznie ogień. Antypater krytykował swojego poprzednika. W jego opinii, Chryzyp odmawiając bogom cechy nieśmiertelności, popełniał błąd równie poważny, co Epikur. Ten ostatni bowiem odmawiał bogom innej podstawowej cechy i utrzymywał, że bogowie w ogóle nie troszczą się o ludzi.
Antypater próbował wyjaśnić znaczenie epitetu Lukeios, jakim Grecy określali boga Apollona. Solarny bóg Apollon miał otrzymać przydomek, ponieważ słońce rzucając światło (gr. leukainesthai), wszystko rozjaśnia.

#### Dywinacja
Antypater interesował się wróżbiarstwem oraz snami. Dowodził autentyczności zjawiska za pomocą argumentów logicznych.
Filozof był autorem dwóch ksiąg „O wróżeniu” (Περὶ μαντικῆς). Zebrał w nich sny spisane wcześniej przez Antyfonta z Aten. Podawał przykłady jasnowidzenia u Sokratesa. Dowodził prawdziwości dywinacji, posługując się sylogistycznym argumentem Chryzypa oraz Diogenesa. W argumencie tym udowadniał, że bogowie, skoro istnieją, muszą kochać człowieka. Znając zaplanowaną przez siebie przyszłość, są w stanie ujawnić ją ludziom. Wiedza ta przynosi korzyść ludzkości i nie jest ujmą dla bóstwa. Aby znaki dawane przez bogów były skuteczne, muszą być zrozumiałe. Bogowie muszą więc dawać nam odpowiednie sposoby zrozumienia tych znaków, a więc dywinacja musi istnieć.
Antypater był autorem dzieła „O Przesądach” (Περὶ Δεισιδαιμονίας). W swojej książce przytoczył opowieść o królowej Syryjczyków, Gatis. Królowa miała uwielbiać potrawy z ryb. Zabroniła spożywać potraw rybnych swoim poddanym, jeśli nie zaproszą jej samej na ucztę (ἄτερ Γάτιδος, dosł. oprócz Gatis). W wyniku gry słów, ludzie nabrali przekonania, że imię władczyni to Atergatis i całkowicie wstrzymywali się od spożywania ryb w królestwie.

### Etyka
Z filozofii etycznej Antypatra przetrwały niewielkie fragmenty. Udokumentowany jest spór teoretyczny, jaki Antypater toczył ze swoim nauczycielem, Diogenesem z Babilonu. Obaj filozofowie zastanawiali się, w jakim stopniu człowiek powinien ujawniać znane sobie informacje drugiej osobie. Tarsyjczyk przyjmował postawę bardziej kategoryczną niż Diogenes z Babilonu.
Według Antypatra, każda osoba jest członkiem ogółu społeczeństwa. Jednostka nie powinna pragnąć żadnej rzeczy, która szkodziła by ogółowi. Człowiek od momentu przyjścia na świat, posiada przyrodzony obowiązek troski o dobro innych ludzi oraz powinien służyć swemu społeczeństwu. Na przykład, sprzedający zawsze powinien zaprezentować kupującemu wszystkie wady swojego produktu. Sprzedającemu nie wolno niczego ukrywać przed kupującym. W innym przykładzie, jeżeli człowiek w sposób zupełnie przypadkowy wejdzie w posiadanie fałszywego pieniądza oraz ma tego świadomość, nie może tą monetą płacić. Powstające w tym kontekście ryzyko utraty zysku powinno być traktowane przez mędrca jako preferowana rzecz obojętna (gr. proêgmena).
Diogenes z Babilonu utrzymywał z kolei, że do tego, aby działanie ludzkie było etyczne, wystarczy jego zgodność z obowiązującym prawem. W tej interpretacji sprzedający winien wymienić wszystkie wady produktu kupującemu, o ile wymagają tego prawa kraju. Przemilczenie nie byłoby tożsame z zatajeniem. Płatność fałszywą monetą nie powinna być zakazana, jeśli weszło się w jej posiadanie bez uprzedniej wiedzy.

#### Eudajmonia i analogia Łucznika
Antypater nieskutecznie stanął w obronie stoickiej formuły szczęśliwego życia. Koncepcję stoickiej eudajmonii, zaproponowaną jeszcze przez Zenona, a następnie dopracowywaną przez jego następców, zaatakował Karneades. W stoickiej definicji eudajmonii zawierał się stosunek człowieka do natury, wybór rzeczy obojętnych (proêgmena) oraz podległa rola rzeczy obojęt w praktykowaniu cnoty. Karneades, ówczesnych scholarcha Akademii Platońskiej, wysunął argumenty przeciwko formule zaproponowanej jeszcze przez poprzednika Antypatra, Diogenesa z Babilonu. W odpowiedzi na zarzuty Karneadesa, Antypater opracował dwie nowe definicje, których spójności nie udało mu się jednak utrzymać. Obrony pozycji stoickiej podjął się później Panajtios, uczeń Antypatra.
Według nauki stoickiej, kulminacją życia człowieka, jego celem, końcem, jest eudajmonia. Porównując życie ludzkie do sztuki, gr. téchnē (np. medycznej czy strzeleckiej), wyróżnili stoicy dwa rodzaje celu. Pierwszym był télos, czyli cel w znaczeniu „dążności do". Drugim terminem był skopós, czyli cel w znaczeniu „końca, kresu, punktu docelowego".
W logice stoickiej, télos w stosunku do skopós, ma się jak „predykat” (gr. katēgórēma) do „ciała” (gr. sôma). Télos, to predykat, jak np. „być szczęśliwym” (τὀ εὐδαιμονεῖν) a skopós to ciało, jak np. „szczęście” (εὐδαιμονία).
Antypater, odpierając zarzuty Karneadesa, podał dwie nowe formuły télosu:
1. by żyć, nieustannie wybierając rzeczy w zgodzie z naturą oraz odrzucając rzeczy sprzeczne z naturą;
2. robić wszystko, co w naszej mocy, w sposób ciągły i bez wątpienia, w celu uzyskania dominujących rzeczy[33] zgodnych z naturą[34].

Pierwsza formuła wymagała wyboru tego, co ma zostać wybrane (tj. proêgmena - preferowanych rzeczy obojętnych, zgodnych z naturą) i odrzucenia tego, co ma zostać odrzucone (tj. apoproêgmena – niepreferowanych rzeczy obojętnych, sprzecznych z naturą).
Druga formuła skupiała się na wykorzystaniu rozumu lub racjonalnego impulsu. Obowiązek wyboru został w niej zastąpiony przez wysiłek pozyskania rzeczy obojętnych. Akcent został przesunięty z zewnętrznego celu na samą czynność realizowania "dobrego, rozumnego wyboru".
W rozumieniu stoickim télos miał wyrażać życiowy cel. Praktykowanie sztuki (gr. téchnē) cnoty, było właśnie owym télosem. Sztuka ta nie miała żadnego innego celu, jak swoją własną praktykę. Stąd w odpowiedzi Antypatra na krytykę pojęciową Karneadesa, było obecne przywołanie obrazu łucznika. Zadaniem łucznika było zrobić wszystko, co w jego mocy, aby mierzyć celnie. Nie zawsze od niego zależało, czy strzała osiągnie swój cel. Celem działania miała być tu sama czynność robienia wszystkiego, co w mocy człowieka, przez wzgląd właśnie na samo działanie. Ta definicja télosu kładła nacisk na wysiłek człowieka w dążeniu do celu, znaczenie praktyki w stosunku do rezultatów. Nie zakładała jednak, że praktyka owa składa się wyłącznie z samego tylko wysiłku.

John. A. Stevens dokonał odtworzył hipotetyczną konstrukcję argumentu pomiędzy Karneadesem a Antypatrem w następujący sposób:
Karneades: Kiedy łucznik celuje, to w co celuje?
Antypater: W preferowane rzeczy obojętne.
Karneades: A kiedy w nie celuje, nie jest jego zamiarem je zdobyć?
Antypater: Nie. Jego zamiarem jest jedynie celować, tylko tyle, uczynić wszystko co w jego mocy.

#### Aksjologia
Antypater był twórcą pojęcia "wartość selektywna" (gr. axia eklektikê). W nauce stoików, rzeczy obojętne posiadają “wartość selektywną”, jeśli są w zgodzie z naturą. Jeśli natomiast są z naturą sprzeczne, charakteryzuje je “nieistotność” (gr. apaxia). Rzeczy obojętne zgodne z naturą, posiadają wartość i są to tzw. „rzeczy preferowane” (gr. proêgmena). Natomiast rzeczy niezgodne z naturą, wartości nie posiadają i należą do kategorii tzw. „rzeczy niepreferowanych” (gr. apoproêgmena).

### Logika
Antypater bronił poprawności argumentu prostego, zawierającego tylko jedną przesłankę, np. widzisz, a więc żyjesz; jeśli oddychasz, to znaczy, że żyjesz. Zmniejszył liczbę tzw. zasad podstawowych (gr. thémata), metatwierdzeń, które logicy stoiccy stosowali do uproszczenie sylogizmów łańcuchowych.

### Epistemologia
Opublikowany w 1990 r. berliński papirus P.Berol inv. 16545, według niektórych badaczy zawiera fragmenty filozofii Antypatra z Tarsu. W opinii specjalistów tekst był próbą przeformułowania pojęć zaproponowanych przez Zenona z Kition. Manuskrypt zawiera klasyfikację fałszywych phantasiai (φαντασίαι; wrażeń pochodzących ze zmysłów, formujących się w umyśle). Autor tekstu wyróżnił niektóre phantasiai jako „pochodzące z czegoś” (ὰπό τινοσ), inne zaś jako „nie pochodzące z czegoś” (οὑκ ὰπό τινοσ), tj. bez realnie istniejącego bytu, jak sny, halucynacje, szaleństwo).

## Dzieła
- O definicjach (περὶ ὅρων).

- O dykcji i rzeczach powiedzianych (περὶ λέξεως καὶ τῶν λεγομένων).

- O rzeczach możliwych (περὶ δυνατῶν).

- O głównym argumencie (περὶ τοῦ κυριεὑοντος).

- O różnicy pomiędzy Kleantesem a Chryzypem (περὶ τῆς Κλεάνθους καὶ Χρυσὶππου διαφορᾶς).

- O duszy (περὶ ψυχῆς).

- O bogach (περὶ θεῶν).

- O wróżeniu (περὶ μαντικῆς).

- O lęku przed bogami (περὶ δεισιδαιμονίας).

- Przeciw sektom (κατὰ τῶν αἱρέσεων)[46].